# Campionatul Mondial de Handbal Feminin din 2013 - Barajele de calificare
Calificările europene pentru Campionatul Mondial de Handbal Feminin 2013, care se va desfășura în Serbia, au avut loc în două tururi. Serbia, gazda din 2013, precum și deținătoarea titlului din 2011, Norvegia, s-au calificate automat la campionatul mondial. În primul tur de calificare, 16 echipe care nu au participat la Campionatul European de Handbal Feminin din 2012 au fost distribuite în patru grupe. Câștigătoarele grupelor și restul de 12 echipe care au participat la campionatul european au jucat meciuri de baraj pentru a decide restul de nouă echipe care să se califice la campionatul mondial.

## Faza grupelor
Tragerea la sorți s-a desfășurat pe 24 iulie 2012, la ora locală 11:00, la Viena, în Austria.

### Distribuția
Distribuția echipelor a fost anunțată pe 3 iulie 2012. După retragerea Marii Britanii a avut loc o actualizare a urnelor.
| Urna 1                                                                       | Urna 2                                                        | Urna 3            |
| ---------------------------------------------------------------------------- | ------------------------------------------------------------- | ----------------- |
| Austria · Belarus · Țările de Jos · Polonia · Portugalia · Slovacia · Turcia | Azerbaidjan · Grecia · Italia · Lituania · Slovenia · Elveția | Finlanda · Israel |

### Grupa A
| Echipa   | M | V | E | Î | GM | GP | G   | Pct |
| -------- | - | - | - | - | -- | -- | --- | --- |
| Slovacia | 3 | 3 | 0 | 0 | 94 | 58 | +36 | 6   |
| Elveția  | 3 | 2 | 0 | 1 | 96 | 76 | +20 | 4   |
| Grecia   | 3 | 1 | 0 | 2 | 63 | 88 | −25 | 2   |
| Finlanda | 3 | 0 | 0 | 3 | 68 | 99 | −31 | 0   |

| 30 noiembrie 2012 15:30 | Elveția  | 37 – 27 | Finlanda     | Sala Sporturilor, Partizánske Asistență: 350 Arbitri: Gutowska, Gutowska |
| 30 noiembrie 2012 15:30 | Wenger 6 | (17–15) | von Numers 6 | Sala Sporturilor, Partizánske Asistență: 350 Arbitri: Gutowska, Gutowska |
| 30 noiembrie 2012 15:30 | 3×       | Raport  | 1× 3×        | Sala Sporturilor, Partizánske Asistență: 350 Arbitri: Gutowska, Gutowska |

| 30 noiembrie 2012 18:00 | Slovacia  | 30 – 16 | Grecia                      | Sala Sporturilor, Partizánske Asistență: 1.000 Arbitri: Pech, Vágvölgyi |
| 30 noiembrie 2012 18:00 | Tóthová 7 | (15–8)  | Chatziparasidou, Strataki 4 | Sala Sporturilor, Partizánske Asistență: 1.000 Arbitri: Pech, Vágvölgyi |
| 30 noiembrie 2012 18:00 | 5× 2×     | Raport  | 6× 3× 1×                    | Sala Sporturilor, Partizánske Asistență: 1.000 Arbitri: Pech, Vágvölgyi |

| 1 decembrie 2012 15:30 | Grecia       | 23 – 35 | Elveția      | Sala Sporturilor, Partizánske Asistență: 350 Arbitri: Pech, Vágvölgyi |
| 1 decembrie 2012 15:30 | Poimenidou 7 | (12–11) | Mustafoska 9 | Sala Sporturilor, Partizánske Asistență: 350 Arbitri: Pech, Vágvölgyi |
| 1 decembrie 2012 15:30 | 4× 3×        | Raport  | 4× 3×        | Sala Sporturilor, Partizánske Asistență: 350 Arbitri: Pech, Vágvölgyi |

| 1 decembrie 2012 18:00 | Finlanda                | 18 – 38 | Slovacia      | Sala Sporturilor, Partizánske Asistență: 1.000 Arbitri: Gutowska, Gutowska |
| 1 decembrie 2012 18:00 | Tallqvist, von Numers 5 | (8–20)  | Súkenníková 8 | Sala Sporturilor, Partizánske Asistență: 1.000 Arbitri: Gutowska, Gutowska |
| 1 decembrie 2012 18:00 | 1× 3×                   | Raport  | 7× 2× 1×      | Sala Sporturilor, Partizánske Asistență: 1.000 Arbitri: Gutowska, Gutowska |

| 2 decembrie 2012 15:30 | Grecia      | 24 – 23 | Finlanda    | Sala Sporturilor, Partizánske Asistență: 350 Arbitri: Gutowska, Gutowska |
| 2 decembrie 2012 15:30 | Vafeiadou 5 | (18–11) | Lillqvist 6 | Sala Sporturilor, Partizánske Asistență: 350 Arbitri: Gutowska, Gutowska |
| 2 decembrie 2012 15:30 | 5× 3×       | Raport  | 2×          | Sala Sporturilor, Partizánske Asistență: 350 Arbitri: Gutowska, Gutowska |

| 2 decembrie 2012 18:00 | Slovacia     | 26 – 24 | Elveția  | Sala Sporturilor, Partizánske Asistență: 1.238 Arbitri: Pech, Vágvölgyi |
| 2 decembrie 2012 18:00 | Jakubisová 6 | (14–10) | Dinkel 8 | Sala Sporturilor, Partizánske Asistență: 1.238 Arbitri: Pech, Vágvölgyi |
| 2 decembrie 2012 18:00 | 3×           | Raport  | 5× 3×    | Sala Sporturilor, Partizánske Asistență: 1.238 Arbitri: Pech, Vágvölgyi |

### Grupa B
| Echipa        | M | V | E | Î | GM  | GP  | G   | Pct |
| ------------- | - | - | - | - | --- | --- | --- | --- |
| Țările de Jos | 3 | 3 | 0 | 0 | 101 | 61  | +40 | 6   |
| Slovenia      | 3 | 2 | 0 | 1 | 87  | 65  | +22 | 4   |
| Austria       | 3 | 1 | 0 | 2 | 80  | 78  | +2  | 2   |
| Israel        | 3 | 0 | 0 | 3 | 61  | 125 | −64 | 0   |

| 29 noiembrie 2012 17:30 | Austria | 22 – 26 | Slovenia         | Omnisport Apeldoorn, Apeldoorn Asistență: 200 Arbitri: Delle, Engberg |
| 29 noiembrie 2012 17:30 | Frey 8  | (13–12) | Lazović-Varlec 5 | Omnisport Apeldoorn, Apeldoorn Asistență: 200 Arbitri: Delle, Engberg |
| 29 noiembrie 2012 17:30 | 2× 3×   | Raport  | 4× 2×            | Omnisport Apeldoorn, Apeldoorn Asistență: 200 Arbitri: Delle, Engberg |

| 29 noiembrie 2012 20:00 | Țările de Jos | 47 – 20 | Israel   | Omnisport Apeldoorn, Apeldoorn Asistență: 500 Arbitri: Rakitina, Tkaciuk |
| 29 noiembrie 2012 20:00 | Polman 8      | (22–10) | Dunay 7  | Omnisport Apeldoorn, Apeldoorn Asistență: 500 Arbitri: Rakitina, Tkaciuk |
| 29 noiembrie 2012 20:00 | 4× 3×         | Raport  | 4× 3× 1× | Omnisport Apeldoorn, Apeldoorn Asistență: 500 Arbitri: Rakitina, Tkaciuk |

| 30 noiembrie 2012 17:30 | Israel    | 22 – 40 | Austria       | Omnisport Apeldoorn, Apeldoorn Asistență: 600 Arbitri: Delle, Engberg |
| 30 noiembrie 2012 17:30 | Bertaut 9 | (13–19) | Engel, Frey 9 | Omnisport Apeldoorn, Apeldoorn Asistență: 600 Arbitri: Delle, Engberg |
| 30 noiembrie 2012 17:30 | 5× 2×     | Raport  | 2×            | Omnisport Apeldoorn, Apeldoorn Asistență: 600 Arbitri: Delle, Engberg |

| 30 noiembrie 2012 20:00 | Slovenia | 23 – 24 | Țările de Jos | Omnisport Apeldoorn, Apeldoorn Asistență: 1.800 Arbitri: Rakitina, Tkaciuk |
| 30 noiembrie 2012 20:00 | Mavsar 6 | (10–12) | Groot 6       | Omnisport Apeldoorn, Apeldoorn Asistență: 1.800 Arbitri: Rakitina, Tkaciuk |
| 30 noiembrie 2012 20:00 | 5× 3×    | Raport  | 6× 3×         | Omnisport Apeldoorn, Apeldoorn Asistență: 1.800 Arbitri: Rakitina, Tkaciuk |

| 2 decembrie 2012 11:00 | Slovenia | 38 – 19 | Israel                   | Omnisport Apeldoorn, Apeldoorn Asistență: 400 Arbitri: Delle, Engberg |
| 2 decembrie 2012 11:00 | Mavsar 9 | (15–12) | Bergman, Dunay, Vikrat 6 | Omnisport Apeldoorn, Apeldoorn Asistență: 400 Arbitri: Delle, Engberg |
| 2 decembrie 2012 11:00 | 3×       | Raport  | 1× 2×                    | Omnisport Apeldoorn, Apeldoorn Asistență: 400 Arbitri: Delle, Engberg |

| 2 decembrie 2012 13:30 | Austria | 18 – 30 | Țările de Jos            | Omnisport Apeldoorn, Apeldoorn Asistență: 1.600 Arbitri: Rakitina, Tkaciuk |
| 2 decembrie 2012 13:30 | Engel 6 | (9–16)  | Groot, van der Heijden 6 | Omnisport Apeldoorn, Apeldoorn Asistență: 1.600 Arbitri: Rakitina, Tkaciuk |
| 2 decembrie 2012 13:30 | 2× 3×   | Raport  | 6× 3×                    | Omnisport Apeldoorn, Apeldoorn Asistență: 1.600 Arbitri: Rakitina, Tkaciuk |

### Grupa C
| Echipa   | M | V | E | Î | GM  | GP  | G    | Pct |
| -------- | - | - | - | - | --- | --- | ---- | --- |
| Polonia  | 6 | 6 | 0 | 0 | 210 | 101 | +109 | 12  |
| Belarus  | 6 | 4 | 0 | 2 | 189 | 139 | +50  | 8   |
| Italia   | 6 | 2 | 0 | 4 | 116 | 187 | −71  | 4   |
| Lituania | 6 | 0 | 0 | 6 | 142 | 230 | −88  | 0   |

| 3 octombrie 2012 19:00 | Belarus   | 42 – 22 | Lituania     | Complexul Sportiv Olimpieț, Moghilev Asistență: 2.000 Arbitri: Rakitina, Tkaciuk |
| 3 octombrie 2012 19:00 | Ejikova 9 | (22–13) | Stellbrink 7 | Complexul Sportiv Olimpieț, Moghilev Asistență: 2.000 Arbitri: Rakitina, Tkaciuk |
| 3 octombrie 2012 19:00 | 5× 3×     | Raport  | 2× 3×        | Complexul Sportiv Olimpieț, Moghilev Asistență: 2.000 Arbitri: Rakitina, Tkaciuk |

| 4 octombrie 2012 20:00 | Italia  | 11 – 32 | Polonia  | Palazzetto dello sport Oderzo, Oderzo Asistență: 700 Arbitri: Brkic, Jusufhodzic |
| 4 octombrie 2012 20:00 | Ganga 3 | (6–15)  | Wojtas 9 | Palazzetto dello sport Oderzo, Oderzo Asistență: 700 Arbitri: Brkic, Jusufhodzic |
| 4 octombrie 2012 20:00 | 4× 3×   | Raport  | 3×       | Palazzetto dello sport Oderzo, Oderzo Asistență: 700 Arbitri: Brkic, Jusufhodzic |

| 7 octombrie 2012 16:00 | Lituania                                | 27 – 29 | Italia   | Cido Arena, Panevėžys Asistență: 400 Arbitri: Florescu, Duță |
| 7 octombrie 2012 16:00 | Kniubaitė, Mockevičiūtė, Šatkauskaitė 5 | (11–16) | Costa 7  | Cido Arena, Panevėžys Asistență: 400 Arbitri: Florescu, Duță |
| 7 octombrie 2012 16:00 | 3×                                      | Raport  | 7× 3× 1× | Cido Arena, Panevėžys Asistență: 400 Arbitri: Florescu, Duță |

| 7 octombrie 2012 17:10 | Polonia   | 29 – 19 | Belarus   | Sala MOSiR, Legionowo Asistență: 1.000 Arbitri: Pech, Vágvölgyi |
| 7 octombrie 2012 17:10 | Kudłacz 8 | (17–13) | Ejikova 6 | Sala MOSiR, Legionowo Asistență: 1.000 Arbitri: Pech, Vágvölgyi |
| 7 octombrie 2012 17:10 | 2× 3×     | Raport  | 3× 2×     | Sala MOSiR, Legionowo Asistență: 1.000 Arbitri: Pech, Vágvölgyi |

| 21 noiembrie 2012 20:30 | Polonia                   | 48 – 18 | Lituania                  | Miejska Hala Sportowa, Elbląg Asistență: 2.100 Arbitri: Antić, Jakovljević |
| 21 noiembrie 2012 20:30 | Koniuszaniec, Kulwińska 7 | (21–11) | Palionytė, Šatkauskaitė 5 | Miejska Hala Sportowa, Elbląg Asistență: 2.100 Arbitri: Antić, Jakovljević |
| 21 noiembrie 2012 20:30 | 3×                        | Raport  | 3×                        | Miejska Hala Sportowa, Elbląg Asistență: 2.100 Arbitri: Antić, Jakovljević |

| 22 noiembrie 2012 20:00 | Italia  | 16 – 30 | Belarus               | Palasport, Rovereto Asistență: 500 Arbitri: Ilieva, Karbeska |
| 22 noiembrie 2012 20:00 | Ganga 5 | (9–11)  | Sțiapanava, Ejikova 6 | Palasport, Rovereto Asistență: 500 Arbitri: Ilieva, Karbeska |
| 22 noiembrie 2012 20:00 | 3×      | Raport  | 1× 3×                 | Palasport, Rovereto Asistență: 500 Arbitri: Ilieva, Karbeska |

| 24 noiembrie 2012 16:00 | Lituania                  | 19 – 32 | Polonia        | Cido Arena, Panevėžys Asistență: 150 Arbitri: Năstase, Stancu |
| 24 noiembrie 2012 16:00 | Būtėnaitė, Šatkauskaitė 4 | (10–17) | Koniuszaniec 7 | Cido Arena, Panevėžys Asistență: 150 Arbitri: Năstase, Stancu |
| 24 noiembrie 2012 16:00 | 4× 2×                     | Raport  | 3×             | Cido Arena, Panevėžys Asistență: 150 Arbitri: Năstase, Stancu |

| 25 noiembrie 2012 14:00 | Belarus   | 29 – 16 | Italia   | Complexul Sportiv Olimpieț, Moghilev Asistență: 2.000 Arbitri: Crnojević, Radič |
| 25 noiembrie 2012 14:00 | Ejikova 7 | (14–7)  | Fanton 6 | Complexul Sportiv Olimpieț, Moghilev Asistență: 2.000 Arbitri: Crnojević, Radič |
| 25 noiembrie 2012 14:00 | 6× 3×     | Raport  | 3×       | Complexul Sportiv Olimpieț, Moghilev Asistență: 2.000 Arbitri: Crnojević, Radič |

| 28 noiembrie 2012 18:00 | Polonia     | 39 – 12 | Italia    | Complexul Sportiv Kwidzyn, Kwidzyn Asistență: 1.500 Arbitri: Skruzny, Kavulic |
| 28 noiembrie 2012 18:00 | Kulwinska 8 | (18–7)  | Rotondo 4 | Complexul Sportiv Kwidzyn, Kwidzyn Asistență: 1.500 Arbitri: Skruzny, Kavulic |
| 28 noiembrie 2012 18:00 | 2× 3×       | Raport  | 5× 3×     | Complexul Sportiv Kwidzyn, Kwidzyn Asistență: 1.500 Arbitri: Skruzny, Kavulic |

| 28 noiembrie 2012 20:00 | Lituania       | 26 – 47 | Belarus                  | Sala Sporturilor, Kaunas Asistență: 300 Arbitri: Alpaidze, Berezkina |
| 28 noiembrie 2012 20:00 | Šatkauskaitė 6 | (12–22) | Kurhankova, Suhamirava 6 | Sala Sporturilor, Kaunas Asistență: 300 Arbitri: Alpaidze, Berezkina |
| 28 noiembrie 2012 20:00 | 6× 3×          | Raport  | 10× 2×                   | Sala Sporturilor, Kaunas Asistență: 300 Arbitri: Alpaidze, Berezkina |

| 1 decembrie 2012 20:30 | Italia   | 32 – 30 | Lituania     | Palasport, Rovereto Asistență: 200 Arbitri: Vitaku, Vitaku |
| 1 decembrie 2012 20:30 | Fanton 7 | (16–17) | Būtėnaitė 10 | Palasport, Rovereto Asistență: 200 Arbitri: Vitaku, Vitaku |
| 1 decembrie 2012 20:30 | 5× 3×    | Raport  | 3× 4×        | Palasport, Rovereto Asistență: 200 Arbitri: Vitaku, Vitaku |

| 2 decembrie 2012 15:00 | Belarus             | 22 – 30 | Polonia           | Complexul Sportiv Olimpieț, Moghilev Asistență: 1.900 Arbitri: Vranes, Wenninger |
| 2 decembrie 2012 15:00 | Drazdova, Ejikova 5 | (11–13) | patru jucătoare 4 | Complexul Sportiv Olimpieț, Moghilev Asistență: 1.900 Arbitri: Vranes, Wenninger |
| 2 decembrie 2012 15:00 | 2×                  | Raport  | 5× 3×             | Complexul Sportiv Olimpieț, Moghilev Asistență: 1.900 Arbitri: Vranes, Wenninger |

### Grupa D
| Echipa      | M | V | E | Î | GM  | GP  | G   | Pct |
| ----------- | - | - | - | - | --- | --- | --- | --- |
| Turcia      | 4 | 3 | 0 | 1 | 136 | 109 | +27 | 6   |
| Portugalia  | 4 | 2 | 0 | 2 | 118 | 124 | −6  | 4   |
| Azerbaidjan | 4 | 1 | 0 | 3 | 98  | 119 | −21 | 2   |

| 3 octombrie 2012 18:00 | Turcia             | 35 – 19 | Azerbaidjan  | Sala Sporturilor THF, Çankaya Asistență: 1.500 Arbitri: Ilieva, Karbeska |
| 3 octombrie 2012 18:00 | Sagdic, Yörükler 5 | (16–7)  | Lukianenko 6 | Sala Sporturilor THF, Çankaya Asistență: 1.500 Arbitri: Ilieva, Karbeska |
| 3 octombrie 2012 18:00 | 5× 3×              | Raport  | 1× 2×        | Sala Sporturilor THF, Çankaya Asistență: 1.500 Arbitri: Ilieva, Karbeska |

| 6 octombrie 2012 17:00 | Portugalia      | 38 – 36 | Turcia            | Pavilhao de Desportos de Anadia, Anadia Asistență: 1.400 Arbitri: Gasmi, Gasmi |
| 6 octombrie 2012 17:00 | Andrade Lopes 9 | (20–17) | patru jucătoare 5 | Pavilhao de Desportos de Anadia, Anadia Asistență: 1.400 Arbitri: Gasmi, Gasmi |
| 6 octombrie 2012 17:00 | 3×              | Raport  | 4× 3×             | Pavilhao de Desportos de Anadia, Anadia Asistență: 1.400 Arbitri: Gasmi, Gasmi |

| 21 noiembrie 2012 17:00 | Azerbaidjan  | 27 – 23 | Portugalia      | ABU Arena, Baku Asistență: 400 Arbitri: Vujačić, Kazanegra |
| 21 noiembrie 2012 17:00 | Tankaskaia 9 | (17–13) | Andrade Lopes 8 | ABU Arena, Baku Asistență: 400 Arbitri: Vujačić, Kazanegra |
| 21 noiembrie 2012 17:00 | 4× 3×        | Raport  | 2× 3×           | ABU Arena, Baku Asistență: 400 Arbitri: Vujačić, Kazanegra |

| 24 noiembrie 2012 17:00 | Azerbaidjan | 26 – 30 | Turcia | ABU Arena, Baku Asistență: 500 Arbitri: Markovska, Vutov |
| 24 noiembrie 2012 17:00 | Peche 5     | (12–13) | Özel 8 | ABU Arena, Baku Asistență: 500 Arbitri: Markovska, Vutov |
| 24 noiembrie 2012 17:00 | 2× 3×       | Raport  | 5× 3×  | ABU Arena, Baku Asistență: 500 Arbitri: Markovska, Vutov |

| 28 noiembrie 2012 20:00 | Portugalia | 31 – 26 | Azerbaidjan | Pavilhao Municipal da Torre da Marinha, Seixal Asistență: 1.500 Arbitri: Cabrejas, Sánchez |
| 28 noiembrie 2012 20:00 | Seabra 7   | (15–11) | Peche 9     | Pavilhao Municipal da Torre da Marinha, Seixal Asistență: 1.500 Arbitri: Cabrejas, Sánchez |
| 28 noiembrie 2012 20:00 | 6× 3×      | Raport  | 2×          | Pavilhao Municipal da Torre da Marinha, Seixal Asistență: 1.500 Arbitri: Cabrejas, Sánchez |

| 1 decembrie 2012 11:00 | Turcia | 35 – 26 | Portugalia               | Sala Sporturilor THF, Çankaya Asistență: 1.200 Arbitri: Kijauskaite, Zaliene |
| 1 decembrie 2012 11:00 | Özel 8 | (21–12) | Ferreira Lopes, Seabra 4 | Sala Sporturilor THF, Çankaya Asistență: 1.200 Arbitri: Kijauskaite, Zaliene |
| 1 decembrie 2012 11:00 | 4× 3×  | Raport  | 1× 2×                    | Sala Sporturilor THF, Çankaya Asistență: 1.200 Arbitri: Kijauskaite, Zaliene |

## Meciurile de baraj

### Distribuție
Distribuția urnelor a fost anunțată pe 14 decembrie 2012. Tragerea la sorți a avut loc pe 16 decembrie 2012, la ora locală 13:00, la Belgrad, în Serbia.
| Urna 1 (8 cel mai bine clasate echipe la Campionatul European din 2012)   | Urna 2 (4 cel mai slab clasate echipe la Campionatul European din 2012 + echipe din faza calificărilor) |
| ------------------------------------------------------------------------- | --- |
| Cehia · Danemarca · Spania · Franța · Germania · România · Rusia · Suedia | Croația · Islanda · Macedonia de Nord · Ucraina · Țările de Jos · Polonia · Slovacia · Turcia           |

### Meciurile
| Echipa 1          | Scor gen. | Echipa 2  | Tur   | Retur |
| ----------------- | --------- | --------- | ----- | ----- |
| Turcia            | 50-73     | Danemarca | 24–42 | 26-31 |
| Islanda           | 38-55     | Cehia     | 17–29 | 21–26 |
| Macedonia de Nord | 37-54     | Spania    | 21–27 | 16–27 |
| Țările de Jos     | 59-48     | Rusia     | 26–27 | 33-21 |
| Slovacia          | 43-53     | România   | 21–23 | 22–30 |
| Germania          | 49-38     | Ucraina   | 24–16 | 25-22 |
| Suedia            | 54-58     | Polonia   | 23–26 | 31–32 |
| Franța            | 48-44     | Croația   | 18–18 | 30-26 |

#### Tur
| 1 iunie 2013 16:00 | Slovacia  | 21 – 23 | România   | Sala Sporturilor, Partizánske Asistență: 1.200 Arbitri: Olesen, Pedersen |
| 1 iunie 2013 16:00 | Tóthová 9 | (11–12) | Țăcălie 7 | Sala Sporturilor, Partizánske Asistență: 1.200 Arbitri: Olesen, Pedersen |
| 1 iunie 2013 16:00 | 3×        | Raport  | 4× 3×     | Sala Sporturilor, Partizánske Asistență: 1.200 Arbitri: Olesen, Pedersen |

| 1 iunie 2013 19:30 | Franța            | 18 – 18 | Croația | L'Axone, Montbéliard Asistență: 4.800 Arbitri: Stoļarovs, Līcis |
| 1 iunie 2013 19:30 | Baudoin, Pineau 4 | (5–10)  | Elez 5  | L'Axone, Montbéliard Asistență: 4.800 Arbitri: Stoļarovs, Līcis |
| 1 iunie 2013 19:30 | 1× 3×             | Raport  | 2× 3×   | L'Axone, Montbéliard Asistență: 4.800 Arbitri: Stoļarovs, Līcis |

| 1 iunie 2013 20:15 | Macedonia de Nord | 21 – 27 | Spania    | SRC Kale, Skopje Asistență: 1,300 Arbitri: Herczeg, Südi |
| 1 iunie 2013 20:15 | Gjorgjievska 6    | (11–14) | Barbosa 7 | SRC Kale, Skopje Asistență: 1,300 Arbitri: Herczeg, Südi |
| 1 iunie 2013 20:15 | 3× 2×             | Raport  | 1× 3×     | SRC Kale, Skopje Asistență: 1,300 Arbitri: Herczeg, Südi |

| 2 iunie 2013 14:00 | Țările de Jos | 26 - 27 | Rusia       | Topsportcentrum Rotterdam, Rotterdam Asistență: 2.000 Arbitri: Leandersson, Lindroos |
| 2 iunie 2013 14:00 | Abbingh 11    | (16-10) | Stepanova 5 | Topsportcentrum Rotterdam, Rotterdam Asistență: 2.000 Arbitri: Leandersson, Lindroos |
| 2 iunie 2013 14:00 | 3×            | Raport  | 4× 3×       | Topsportcentrum Rotterdam, Rotterdam Asistență: 2.000 Arbitri: Leandersson, Lindroos |

| 2 iunie 2013 15:00 | Germania     | 24 - 16 | Ucraina      | EWE Arena, Oldenburg Asistență: 2.600 Arbitri: Marić, Mašić |
| 2 iunie 2013 15:00 | Nadgornaja 6 | (13-7)  | Managarova 6 | EWE Arena, Oldenburg Asistență: 2.600 Arbitri: Marić, Mašić |
| 2 iunie 2013 15:00 | 2× 3×        | Raport  | 2× 3×        | EWE Arena, Oldenburg Asistență: 2.600 Arbitri: Marić, Mašić |

| 2 iunie 2013 16:00 | Islanda     | 17 - 29 | Cehia   | Vodafonehöllin, Hlíðarendi Asistență: 523 Arbitri: Lorente, Serradilla |
| 2 iunie 2013 16:00 | Bragadóttir | (6-15)  | Hrbková | Vodafonehöllin, Hlíðarendi Asistență: 523 Arbitri: Lorente, Serradilla |
| 2 iunie 2013 16:00 | 2× 3×       | Raport  | 5× 3×   | Vodafonehöllin, Hlíðarendi Asistență: 523 Arbitri: Lorente, Serradilla |

| 2 iunie 2013 18:15 | Suedia          | 23 - 26 | Polonia   | Idrottshuset, Örebro Asistență: 1.782 Arbitri: Bonaventura, Bonaventura |
| 2 iunie 2013 18:15 | Ahlm, Gulldén 6 | (13-16) | Kudłacz 8 | Idrottshuset, Örebro Asistență: 1.782 Arbitri: Bonaventura, Bonaventura |
| 2 iunie 2013 18:15 | 2× 3×           | Raport  | 2× 3×     | Idrottshuset, Örebro Asistență: 1.782 Arbitri: Bonaventura, Bonaventura |

| 2 iunie 2013 19:00 | Turcia         | 24 - 42 | Danemarca | Sala Sporturilor THF, Çankaya Asistență: 1.500 Arbitri: Cvetko, Kavalar |
| 2 iunie 2013 19:00 | İskenderoğlu 9 | (13-18) | Grigel 7  | Sala Sporturilor THF, Çankaya Asistență: 1.500 Arbitri: Cvetko, Kavalar |
| 2 iunie 2013 19:00 | 1× 3×          | Raport  | 3×        | Sala Sporturilor THF, Çankaya Asistență: 1.500 Arbitri: Cvetko, Kavalar |

#### Retur
| 7 iunie 2013 19:00 | Spania  | 27 - 16 | Macedonia de Nord | Polideportivo Municipal Los Pajaritos, Soria Asistență: 1.200 Arbitri: Stenrand, Birch |
| 7 iunie 2013 19:00 | López 5 | (16-8)  | Crvenkoska 7      | Polideportivo Municipal Los Pajaritos, Soria Asistență: 1.200 Arbitri: Stenrand, Birch |
| 7 iunie 2013 19:00 | 4× 3×   | Raport  | 4× 3×             | Polideportivo Municipal Los Pajaritos, Soria Asistență: 1.200 Arbitri: Stenrand, Birch |

| 8 iunie 2013 17:00 | Polonia  | 32 - 31 | Suedia     | Miejska Hala Sportowa, Elbląg Asistență: 2.800 Arbitri: Santos, Fonseca |
| 8 iunie 2013 17:00 | Wojtas 9 | (17-15) | Gulldén 11 | Miejska Hala Sportowa, Elbląg Asistență: 2.800 Arbitri: Santos, Fonseca |
| 8 iunie 2013 17:00 | 6× 3×    | Raport  | 3×         | Miejska Hala Sportowa, Elbląg Asistență: 2.800 Arbitri: Santos, Fonseca |

| 8 iunie 2013 18:00 | Cehia      | 26 - 21 | Islanda       | Sportovni hala Banik Most, Most Asistență: 1.000 Arbitri: Radič, Crnojević |
| 8 iunie 2013 18:00 | Luzumová 6 | (15-9)  | Bragadóttir 4 | Sportovni hala Banik Most, Most Asistență: 1.000 Arbitri: Radič, Crnojević |
| 8 iunie 2013 18:00 | 2×         | Raport  | 3×            | Sportovni hala Banik Most, Most Asistență: 1.000 Arbitri: Radič, Crnojević |

| 8 iunie 2013 18:00 | România    | 30 - 22 | Slovacia  | Sala Sporturilor Antonio Alexe, Oradea Arbitri: Erdoğan, Özdeniz |
| 8 iunie 2013 18:00 | Țăcălie 11 | (18-14) | Tóthová 8 | Sala Sporturilor Antonio Alexe, Oradea Arbitri: Erdoğan, Özdeniz |
| 8 iunie 2013 18:00 | 4× 3×      | Raport  | 2× 3×     | Sala Sporturilor Antonio Alexe, Oradea Arbitri: Erdoğan, Özdeniz |

| 8 iunie 2013 20:15 | Danemarca                 | 31 - 26 | Turcia   | Atletion, Aarhus Asistență: 2.452 Arbitri: Mazeika, Gatelis |
| 8 iunie 2013 20:15 | Kristiansen, Thorsgaard 5 | (13-15) | Yılmaz 8 | Atletion, Aarhus Asistență: 2.452 Arbitri: Mazeika, Gatelis |
| 8 iunie 2013 20:15 | 4× 3×                     | Raport  | 4× 3×    | Atletion, Aarhus Asistență: 2.452 Arbitri: Mazeika, Gatelis |

| 9 iunie 2013 17:00 | Rusia | 21 - 33 | Țările de Jos | Palatul Sporturilor „Sport-Don”, Rostov-pe-Don Asistență: 2.150 Arbitri: Brehmer, Skowronek |
| 9 iunie 2013 17:00 | Sen 6 | (10-11) | Abbingh 7     | Palatul Sporturilor „Sport-Don”, Rostov-pe-Don Asistență: 2.150 Arbitri: Brehmer, Skowronek |
| 9 iunie 2013 17:00 | 5× 2× | Raport  | 6× 3×         | Palatul Sporturilor „Sport-Don”, Rostov-pe-Don Asistență: 2.150 Arbitri: Brehmer, Skowronek |

| 9 iunie 2013 18:30 | Croația              | 26 - 30 | Franța              | Sala Sporturilor Umag, Umag Asistență: 1.200 Arbitri: Florescu, Duță |
| 9 iunie 2013 18:30 | Bašić, Elez, Zebić 4 | (12-13) | Lacrabère, Pineau 5 | Sala Sporturilor Umag, Umag Asistență: 1.200 Arbitri: Florescu, Duță |
| 9 iunie 2013 18:30 | 1× 3×                | Raport  | 4× 3× 1×            | Sala Sporturilor Umag, Umag Asistență: 1.200 Arbitri: Florescu, Duță |

| 9 iunie 2013 19:00 | Ucraina     | 22 - 25 | Germania  | Palatul Sporturilor Kiev, Kiev Asistență: 1.000 Arbitri: Brkic, Jusufhodzic |
| 9 iunie 2013 19:00 | Borșcenko 8 | (10-11) | Geschke 5 | Palatul Sporturilor Kiev, Kiev Asistență: 1.000 Arbitri: Brkic, Jusufhodzic |
| 9 iunie 2013 19:00 | 4× 3×       | Raport  | 4× 3×     | Palatul Sporturilor Kiev, Kiev Asistență: 1.000 Arbitri: Brkic, Jusufhodzic |